# Karel Schwarzenberg
Karel Schwarzenberg (Praga, 10 de dezembro de 1937 – Viena, 11 de novembro de 2023) foi um político checo.
O seu nome completo é Johannes Nepomuk Karl Josef Norbert Antonius Friedrich von Schwarzenberg Wratislaw Mena. Ele foi um Scion e chefe da Câmara dos Schwarzenberg, sendo o filho mais velho do Príncipe Carlos VI de Schwarzenberg e da Princesa Antónia von Fürstenberg. O seu título completo é Sua Alteza Sereníssima, o Príncipe de Schwarzenberg, Conde de Sulz Principesco Landgrave em Klettgau, e Duque de Krumlov.

## Vida pessoal
Schwarzenberg e os seus pais emigraram para a Áustria devido ao golpe de Estado de 1948 pelos comunistas. Ele estudou Direito nas universidades de Viena, Munique e Graz.
Em 22 de Abril de 1967, Schwarzenberg casou com a Condessa Terezia Hardegg em Seefeld, na Áustria. O casamento terminou em divórcio em 1988. Casaram novamente pela segunda vez em 25 de julho de 2008. O casal tem três filhos: 
- Anders Johann Nepomuk, Prinz zu Schwarzenberg (n. 12 de dezembro de 1967)
- Anna Karolina, Prinzessin zu Schwarzenberg (n. 16 de dezembro de 1968)
- Karl Philipp, Prinz zu Schwarzenberg (n. 12 de maio de 1979) (Adoptada pelo austríaco industrialista e político Thomas Prinzhorn até 25 de novembro de 1987 e registada em Viena a 16 de maio de 1988. A 20 de março de 1990 começou a usar o apelido Prinzhorn.)

Karel Schwarzenberg tinha cidadania checa e suíça.

## Carreira
O Príncipe Schwarzenberg foi um velho amigo de Václav Havel, e membro da fundação Fórum 2000. De 1984 a 1990 foi presidente do Comité de Helsínquia para os Direitos do Homem.
Entre Julho de 1990 e Julho de 1992, trabalhou como Chanceler da Presidente da Checoslováquia Václav Havel. Foi Senador do Senado Checo e Ministro dos Negócios Estrangeiros desde 9 de janeiro de 2007. A sua nomeação pelo Partido Verde causou uma pequena controvérsia quando o presidente Václav Klaus afirmou que ele tinha fortes ligações com a Áustria e, portanto, não seria capaz de defender os interesses nacionais.
A 8 de julho de 2008, ele e a Secretária de Estado Norte-Americana Condoleezza Rice assinaram um acordo sobre o programa antimíssil dos Estados Unidos.
No primeiro semestre de 2009, Schwarzenberg assumiu a Presidência do Conselho da União Europeia.

## Prémios
Em 1989, ele recebeu, juntamente com Lech Wałęsa, depois Presidente da República da Polónia, o Prémio dos Direitos Humanos do Conselho da Europa.
Em 2003, ele recebeu a Ordem de Tomáš Garrigue Masaryk 3.ª Classe da República Checa. Ele também foi Cavaleiro da Ordem do Velocino de Ouro (filial austríaca) desde 1991.
Em 2005, ele recebeu a Insígnia de Honra em Prata com Sash dos serviços para a República da Áustria.
Em 2008, ele recebeu a Grande Cruz da Cruz de Mérito Federal - Bundesverdienstkreuz - da República Federal da Alemanha.
Schwarzenberg também participou regularmente da Comissão Trilateral e nas reuniões de Bilderberg.

## Morte
Schwarzenberg foi hospitalizado em Praga em agosto de 2023 com problemas cardíacos e renais, mais tarde foi levado de avião para uma clínica em Viena. Ele morreu em 12 de novembro de 2023.